# Atchonsa
Atchonsa è un arrondissement del Benin situato nella città di Bonou (dipartimento di Ouémé) con 6.876 abitanti (dato 2006).